# The Essential Jean-Michel Jarre

The Essential, parfois aussi nommée The Essential 1976–1986 et The Essential Jean-Michel Jarre, est une compilation de morceaux composés par Jean-Michel Jarre rassemblant des musiques éditées entre 1976 et 1985 sur les albums Oxygène, Équinoxe, Les Chants magnétiques, Les Concerts en Chine et Zoolook.
L’album a fait l’objet de deux sorties. La première, en 1983, ne contenait pas les morceaux de Zoolook. La seconde date de 1985. Une version promotionnelle de ce disque sera éditée quelques années plus tard et distribuée par Opel à l’occasion de la sortie de l’Opel Corsa.

## Liste des morceaux
| No  | Titre                             | Durée |
| --- | --------------------------------- | ----- |
| 1.  | Oxygène 4                         | 3:50  |
| 2.  | Équinoxe 5                        | 3:50  |
| 3.  | Oxygène 2                         | 3:14  |
| 4.  | Les Chants Magnétiques 2          | 3:57  |
| 5.  | Orient Express                    | 4:12  |
| 6.  | Les Chants Magnétiques 1          | 3:04  |
| 7.  | Jonques De Pêcheurs Au Crépuscule | 3:22  |
| 8.  | Souvenir De Chine                 | 3:59  |
| 9.  | Équinoxe 4                        | 3:39  |
| 10. | Oxygène 6                         | 4:28  |
| 11. | Les Chants Magnétiques 4          | 3:05  |
| 12. | Équinoxe 3                        | 2:43  |
| 13. | Zoolookologie                     | 3:40  |
| 14. | Les Chants Magnétiques 5          | 3:30  |